# Lucky Kids
Unter dem Obertitel Lucky Kids sind in Deutschland mehrere Kung-Fu Familienfilme zusammengefasst. 

## Informationen

### Beschreibung
Im Zuge der Martial-Arts-Filme Welle in den 70er und 80er Jahren wurden auch einige Kung-Fu Filme in Deutsch synchronisiert, in denen Kinder die Hauptrolle haben. Ursprünglich gehören diese Filme nicht zusammen. Aufgrund einer besseren Vermarktung erhielten diese Filme aber in Deutschland alle den Obertitel Lucky Kids. Außerdem gibt es noch zwei Filme unter dem Titel Lucky Seven.

### Inhalt
In den Filmen geht es meistens um eine Gruppe von ca. 3 – 7 Kindern. Diese trainieren alle Kung-Fu und beherrschen dieses ziemlich gut. In der Regel sind es Jungen. Außer bei Lucky Seven, wo auch ein Mädchen eine Hauptrolle spielt. Außerdem sind Mädchen beim Kung-Fu auch Nebenfiguren wie bei Das lustige Dutzend oder Lucky Kids - The five Superfighters.
Die Kinder treten in den Filmen meistens den Kampf gegen Bösewichte an; vorzugsweise die Chinesische Mafia. Diese wollen in der Regel in Besitz von Dingen kommen, die Personen gehören, die den Kindern nahestehen. Am Ende gelingt es den Kindern stets, die Bösen zu besiegen.

## Zusatzinfos

### Altersfreigabe
Die ersten Filme erhielten aufgrund der strengen deutschen Richtlinien noch eine FSK 16 Freigabe. Die späteren Filme wurden dann schon mit FSK 12 freigegeben.
Die Filme enthalten allerdings keine allzu gewalttätigen Darstellungen. Die Action in diesen Filmen ist sehr humorvoll. Daher würde diese nach neuen FSK-Richtlinien einer FSK 6 Freigabe entsprechen. Wobei die Filme tatsächlich für Kinder ab ca. 9 Jahren geeignet sind.

### Filme
| - Lucky Kids - Die Freundschaft - Lucky Kids - Die Olympiade - Lucky Kids - Little Kickboxer - Lucky Kids - The 5 Superfighters - Lucky Kids - Kampf gegen Black Killer - Lucky Kids - Cobra Fighters - Lucky Kids - Reise in eine andere Zeit | - Lucky Seven - Lucky Seven 2 - Cunning Kids - Thunder Kids - Das lustige Dutzend |